# Kottur
Kottur è una suddivisione dell'India, classificata come town panchayat, di 24.999 abitanti, situata nel distretto di Coimbatore, nello stato federato del Tamil Nadu. In base al numero di abitanti la città rientra nella classe III (da 20.000 a 49.999 persone).

## Geografia fisica
La città è situata a 10° 31' 10 N e 76° 58' 09 E.

## Società

### Evoluzione demografica
Al censimento del 2001 la popolazione di Kottur assommava a 24.999 persone, delle quali 12.462 maschi e 12.537 femmine. I bambini di età inferiore o uguale ai sei anni assommavano a 2.393, dei quali 1.211 maschi e 1.182 femmine. Infine, coloro che erano in grado di saper almeno leggere e scrivere erano 15.824, dei quali 8.839 maschi e 6.985 femmine.